# Eupithecia linariata
Eupithecia centaureata es una especie de polilla de la familia Geometridae. La especie fue descrita por primera vez por Denis y Schiffermüller habiendo sido descrita en 1775, con distribución en Eurasia. El holotipo de la especie fue descrita en la región de Viena. En Europa se le conoce como la polilla de la linaza, por su planta alimenticia.

## Descripción
E. linariata es una polilla pequeña con una envergadura alar de 14 a 23 milímetros (0,6 a 0,9 plg).: 87  En general, son polillas que parecen muy coloridas.

### Cuerpo
Los palpos son de coloración negruzco mientras que la frente es blanquecina. El abdomen es de color gris blanquecino con un tinte amarillento, generalmente con una fila dorsal de puntos negros y escamas blanquecinas en el extremo del último segmento. El primer segmento es gris blanquecino o bien ocre pálido. El segundo segmento del abdomen tiene un color negro-marrón. 

### Alas
El color de fondo de las alas anteriores es rojo amarillento y muestra una amplia banda media de color gris azulado a marrón oscuro bordeada por líneas transversales blancas, de las cuales sobresale sólo indistintamente una mancha discal oscura y alargada. El ala anterior presenta una banda ocre amarillenta entre las bases del ala, con un margen costal gris oscuro. El ala presenta un cálido color ocre parduzco entre las líneas basal y antemedial. La zona medial del ala presenta un moteado gris ceniza e irrotado de escamas blancas. La línea ondulada también es blanca. Hay grandes manchas de color marrón oscuro cerca del dobladillo. 
Las alas traseras son ligeramente más claras que las delanteras, tienen una zona radicular aclarada y muestran una pequeña mancha central negra. 

### Oruga

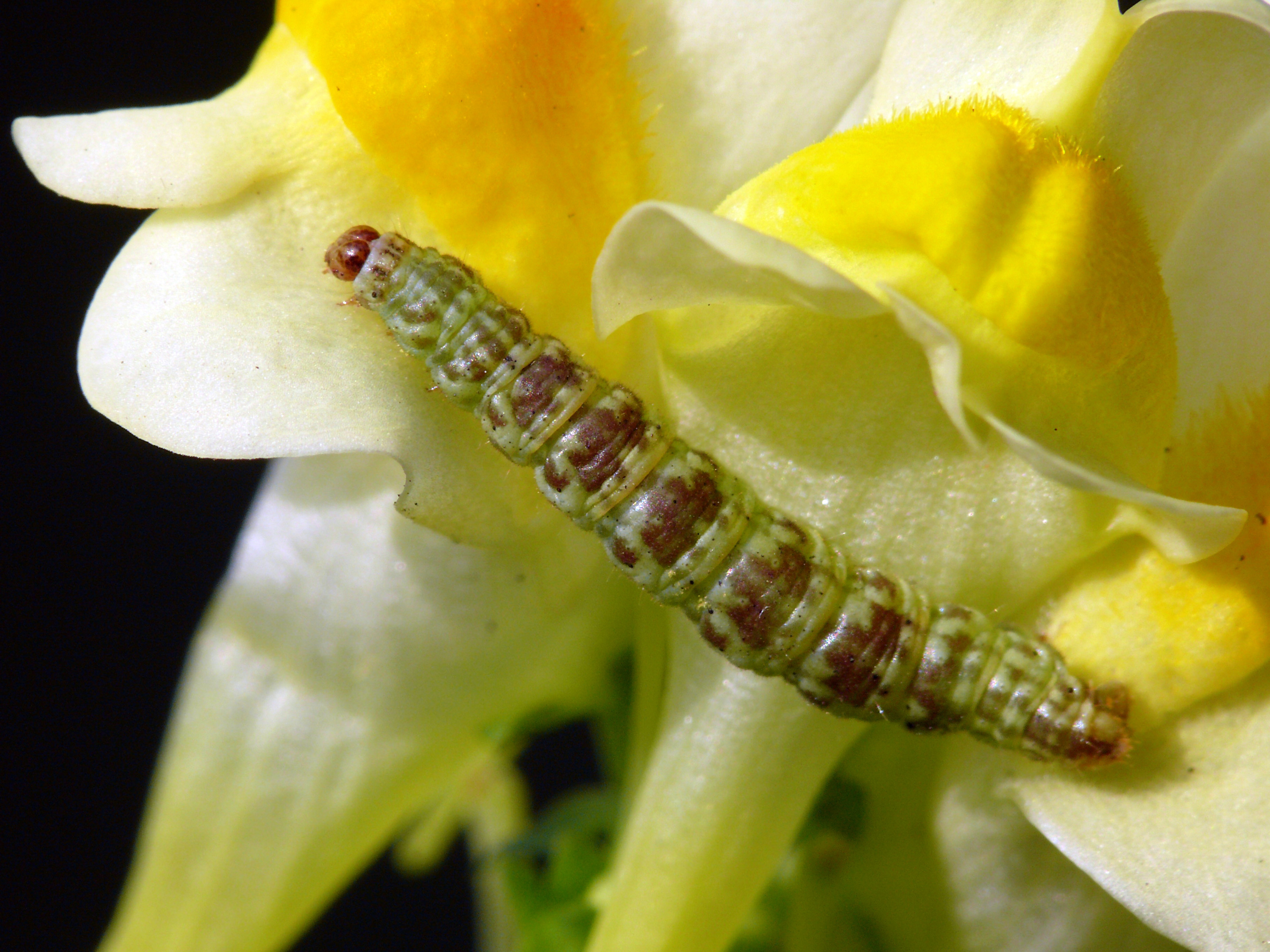
Oruga en la región de las Tierras Medias Occidentales.

Las orugas adultas son lisas y robustas. Son de color verdoso, amarillento u ocre y muestran una marca dorsal gris-marrón distintiva en cada segmento que consiste en bandas o manchas transversales dentadas.

### Pupa y huevo
La pupación ocurre en suelos finos durante el invierno hasta julio. La pupa es de color marrón tiene vainas de alas verdosas. En el cremáster hay dos cerdas fuertes y seis más débiles en forma de gancho. El huevo es verde blanquecino recién puestas volviéndose luego amarillo profundo. El huevo suele tener un diámetro de 0.5 mm y es de forma ovoide. Son puestos entre junio y agosto.

### Especies similares
Tiene gran parecido a la Eupithecia pulchellata, que es más común, y Eupithecia pyreneata, también de la misma región. Se dieferencian por su periodo de vuelo a principios de año, presenta una banda abdominal mucho más oscura (a menudo casi negra), un borde exterior más angulado en la banda oscura del ala anterior y están marcadas con un contraste ligeramente menor y, a menudo, más brillante.: 92  Un examen morfológico genital de los especímenes es útil para determinar la especie respectiva.

## Ciclo de vida

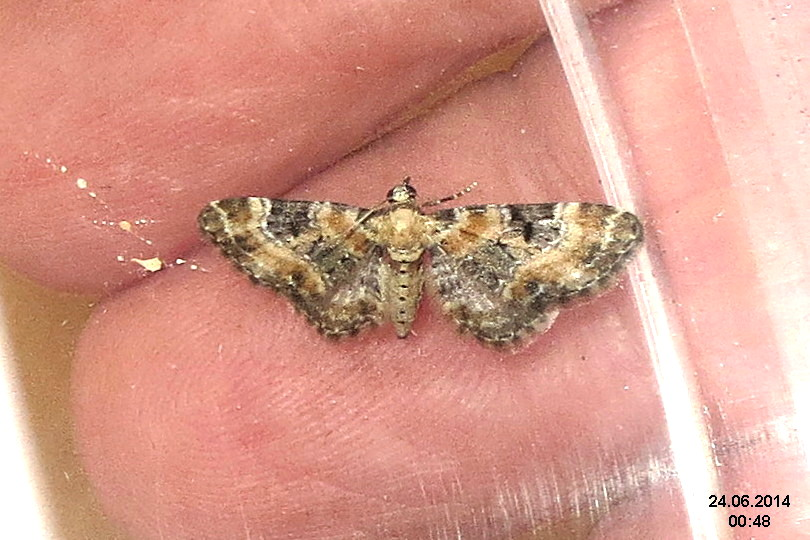
Comparación de E. linariata y dedos humanos.

Las polillas crepusculares y nocturnas vuelan en dos generaciones superpuestas de mayo a septiembre, y la segunda generación sólo aparece regularmente en las regiones del sur. 
Por la noche, las mariposas vuelan hacia fuentes de luz artificial y visitan las flores de plantas umbelíferas (Apiaceae) o plantas con flores de margarita (Asteraceae) para alimentarse. Las hembras ponen sus huevos en los conos de las yemas o en frutos verdes de la planta alimenticia.
Las orugas se alimentan de las flores y frutos de la linaza (Linaria), predominantemente de la linaza común (Linaria vulgaris), ocasionalmente de la linaza rayada (Linaria repens) y especies cultivadas de Antirrhinum. Inverna en estado de pupa.

## Distribución
La distribución de la especie se extiende a través de Europa, incluidas las islas británicas, hasta Rusia, así como a través de Asia Menor y el norte de Irán hasta Tayikistán.
La especie habita principalmente terrenos baldíos, bordes de caminos, terraplenes, jardines y montones de escombros e incluso puede encontrarse en medio de áreas urbanas. La presencia en los Alpes alcanza altitudes de hasta 1600 metros (5249,3 pies).